# Inugami

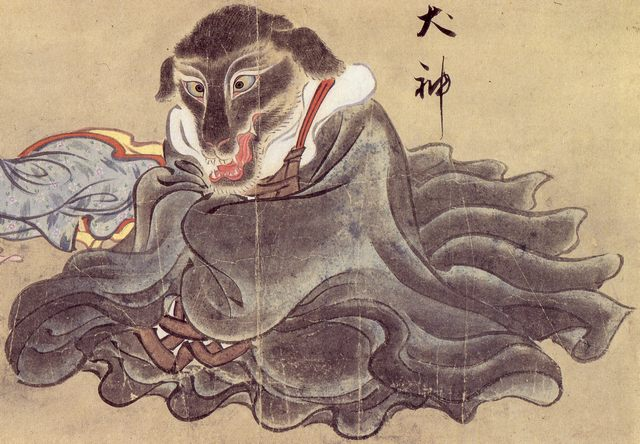
"Inugami" trong tác phẩm Hyakkai Zukan của Sawaki Suushi

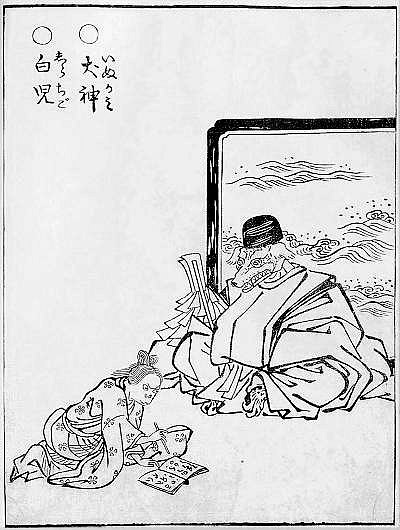
"Inugami" trong tác phẩm Gazu Hyakki Yagyō của Sekien Toriyama. Nhân vật trông như đứa trẻ ở góc dưới bên trái là "shirachigo" (白児, "đứa trẻ da trắng"), có thể nó là học trò của inugami hoặc đứa con yêu quái (yōkai) của một người tàn tật.

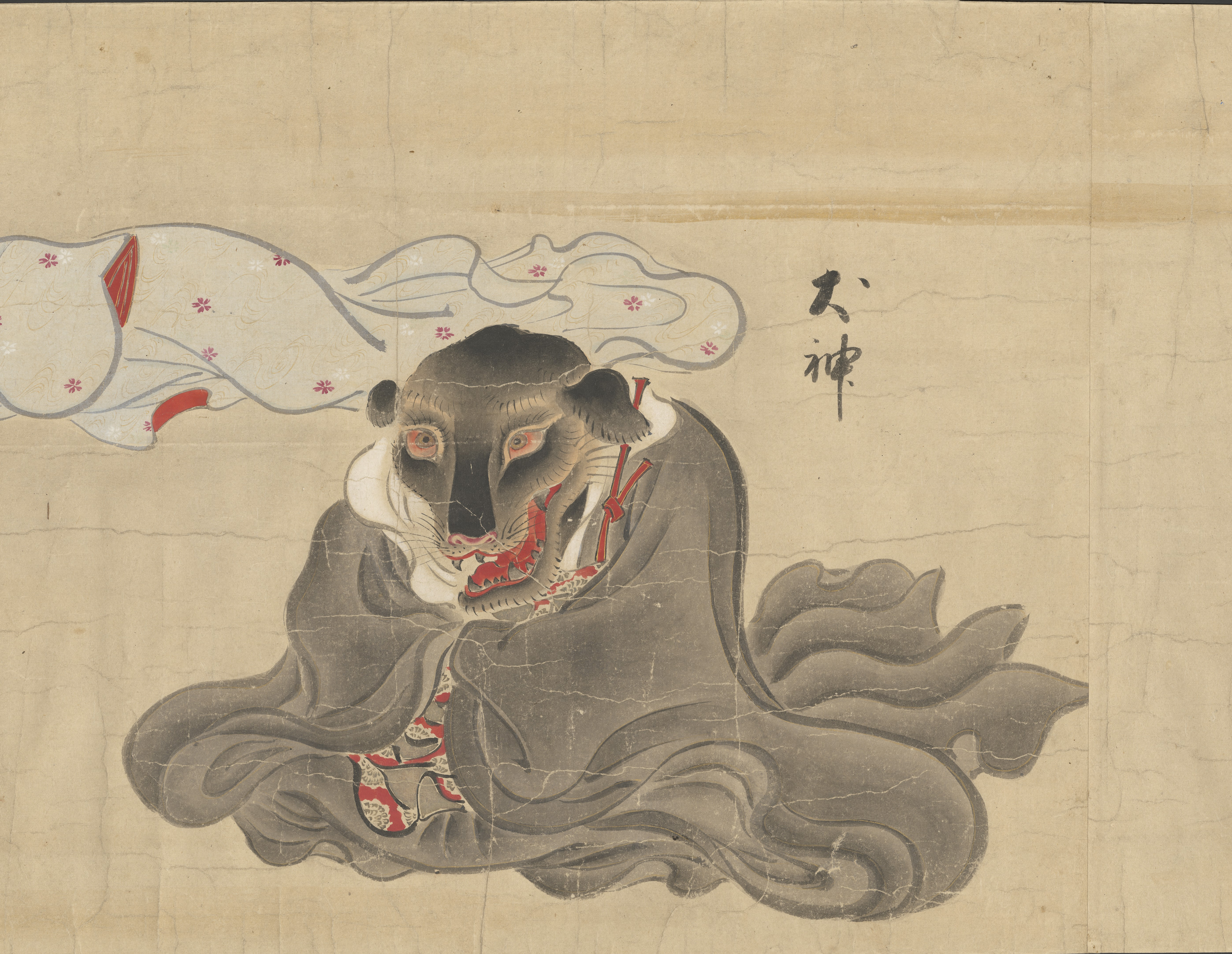
Inugami (犬神) trong tác phẩm Bakemono no e (化物之繪, c. 1700), Harry F. Bruning Bộ sưu tập sách và bản thảo tiếng Nhật Bản, Thư viện L. Tom Perry Special Collections, thư viện Harold B. Lee, Brigham Young University.

Inugami (犬神 "khuyển thần/linh hồn"), tương tự kitsunetsuki, là ám linh của một con chó, được biết đến rộng rãi ở miền tây Nhật Bản, có vẻ đã dần lan sang khu vực phía tây tỉnh Ōita, tỉnh Shimane và một phần của tỉnh Kōchi ở phía bắc Shikoku vài năm trở lại đây. Cũng có một giả thuyết cho rằng vùng Shikoku nơi không xuất hiện loài cáo (Kitsune) chính là căn cứ của inugami. Hơn nữa, niềm tin vào inugami tồn tại ở tỉnh Yamaguchi, đảo Kyushu, thậm chí kéo dài từ quần đảo Satsunan đến tận tỉnh Okinawa. Tại tỉnh Miyazaki, quận Kuma thuộc tỉnh Kumamoto, và đảo Yakushima, trong tiếng địa phương đọc là "ingami", ở đảo Tanegashima họ gọi nó là "irigami". Trong kanji có một cách viết khác là "狗神".